# Bota (Film)
Bota ist ein albanisch-italienisch-kosovarischer Spielfilm von Iris Elezi und Thomas Logoreci aus dem Jahr 2014. Beim Internationalen Filmfestival Karlovy Vary 2014 wurde der Film Bota mit dem „Fedeora Award“ ausgezeichnet und 2015 beim San Francisco International Film Festival nominiert.

## Handlung
Die Familien von Juli, Nora und Beni wurden während der kommunistischen Herrschaft in ein kleines Dorf im Niemandsland am Rand eines Sumpfes abgesiedelt. Im Albanien der Gegenwart arbeitet Juli im Café Bota ihres Onkels Beni. Sie lebt bei ihrer Großmutter Noje und kümmert sich um diese. Nora, Julis Freundin, wird Benis Geliebte. Beni will das Café vergrößern und versucht, neue Kunden zu gewinnen. Mit dem Ausbau der Autobahn in der Nähe des Dorfes endet das friedvolle Leben der Protagonisten. Eines Abends feiern die Dorfbewohner ein großes Fest im Café Bota, doch am nächsten Morgen müssen sich Juli, Nora und Beni Familiengeheimnissen, die mit dunklen Kapiteln aus der Geschichte Albaniens verknüpft sind, stellen.

## Wissenswertes
Der Film wurde beim Dorf Adriatik an der Küste Mittelalbaniens gedreht. Der Soundtrack ruft die fast vergessene albanische Tangomusik von Rudolf Stambolla in Erinnerung.
Bota war die albanische Nominierung für die Oscar-Verleihung als Bester fremdsprachiger Film 2016.

## Auszeichnungen
- 2014 Internationales Filmfestival Karlovy Vary, „Fedeora Award“
- 2015 San Francisco International Film Festival, Nominierung